# Pomasia moniliata
Carbia pulchrilinea là một loài bướm đêm trong họ Geometridae.